# پیتر ویلم کورت‌هالس
پیتر ویلم کورت‌هالس (انگلیسی: Pieter Willem Korthals) (زاده ۱ سپتامبر ۱۸۰۷، آمستردام - مارس ۱۸۹۲، هارلم) یک گیاه‌شناس اهل هلند بود.
کورت‌هالس از سال ۱۸۳۱ تا ۱۸۳۶ گیاه‌شناس رسمی شرکت هند شرقی هلند بود. در میان اکتشافات متعدد او گیاه دارویی کراتوم را می‌توان نام برد. کورت‌هالس در سال ۱۸۳۹ نخستین تک‌نگاری را در مورد گیاه پارچ منتشر کرد تحت عنوانِ: «Over het geslacht Nepenthes» (دربارهٔ تبار گیاه پارچ).
کارل لودویگ بلوم یکی از سرده‌های گیاهی از تیره نخل را به نام این گیاه‌شناس، کورت‌هالسیا نامید. فیلیپ ادوارد لئون فان تیخِم سَرده‌ی کورت‌هالسِلا را به افتخار او نام‌گذاری کرد و بولبوفیلوم کورت‌هالسی نیز از او نام گرفته است.
استاندارد مخفف نام او در نام‌های گیاه‌شناسی Korth. است.